# Handsworth (Midlands de l'Ouest)
Handsworth est une ville suburbaine située au nord-ouest de Birmingham, dans les Midlands de l’Ouest, en Angleterre.

## Personnalité
- William Gibbs Bartleet (1829-1906), architecte, y est né.